# Lumban
Lumban é um município de  terceira classe de renda municipal (d) na província Laguna, nas Filipinas. De acordo com o censo de 1 de maio  de  2020 possui uma população de 32 330 pessoas e 8 535 domicílios.